# Atlanta Hawks
Atlanta Hawks este un club de baschet din Atlanta, Georgia, Statele Unite care face parte din Divizia Sud-Est a Conferinței de Est în National Basketball Association (NBA).